# Hæst
Hæst eller Herst er benævnelsen for en samling bebyggelser øst for Trige.
Indtil det 18. århundrede var der en landsby; men området blev opkøbt og indlemmet i herregården Thomasminde. Senere er det igen udstykket i ejendomme. Lokalt udtales Hæst med en lang vokal til forskel fra hest. Vejen mod øst fra Trige går igennem Hæst og hedder Herstvej; men omtales stadig ofte som Hæstvej.
|  | Denne artikel om lokaliteten Hæst kan blive bedre, hvis der indsættes et (bedre) billede. Du kan hjælpe ved at afsøge Wikimedia Commons for et passende billede eller lægge et op på Wikimedia Commons med en af de tilladte licenser og indsætte det i artiklen. |

56°16′13.32″N 10°10′0.67″Ø / 56.2703667°N 10.1668528°Ø